# Resinotipia
La resinotipia, o acquaforte fotografica,  è una tecnica di stampa che si basa sul principio di trasformazione artistica dell’immagine fotografica.

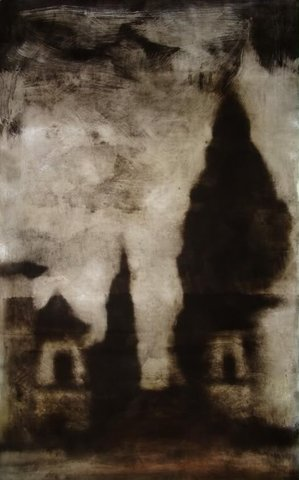
Michela Sbrana, Passaggio, 2008, resinotipia, cm 117x70, Collezione privata.

Il procedimento fu scoperto e brevettato nel 1922 da Rodolfo Namias (1867-1938) e restò in uso fino agli anni '30. La ditta Namias forniva su richiesta tutto l'occorrente necessario, con le spiegazioni per usare correttamente i suoi prodotti, ma nelle sue numerose pubblicazioni non spiegava come fabbricarli, così quando la ditta smise di produrli non fu più possibile fare resinotipie.
Le luci sono brillanti e satinate, mai perfettamente bianche, mentre i neri risultano intensi ed opachi. Questo abbinamento di due caratteristiche così contrastanti ne fa un " unicum" nel vasto campo della stampa d'arte.
Caratteristica della stampa resinotipica è la lievissima velatura generale che presenta, facendo percepire l'immagine come vellutata.

## Realizzazione
Attualmente si può procedere seguendo le seguenti fasi:
Preparazione del pigmento resinoso: sciogliere una miscela di pigmento e colofonia (pece greca) all'incirca al 25-30% in peso. Macinare la massa fusa e setacciare la polvere. Il diametro delle particelle è fondamentale, perché le particelle più fini sono in grado di aderire anche ai bianchi, e le particelle più grandi danno un aspetto granuloso. Le caratteristiche della polvere ottenuta  dipendono anche dalla concentrazione e dal tipo di pigmento.
Preparazione della carta: scegliere una carta di grammatura media e stendervi una soluzione di gelatina all'8-10%. Una volta essiccata, essa   sarà pronta per essere sensibilizzata.
La carta destinata a fornire l'immagine resinotipica deve avere uno strato di gelatina dura atta a gonfiarsi in acqua.
Sensibilizzazione della carta: realizzare una soluzione di  bicromato di potassio  al 4% in acqua o di bicromato di ammonio al 4% in alcool etilico al 50% (da preparare al momento) da stendere con un pennello.  La carta sensibilizzata può essere utilizzata anche dopo qualche giorno, avendo cura di tenerla al buio.
Esposizione: la matrice per la stampa resinotipica è costituita da un'immagine in positivo. L'esposizione avviene a contatto, al sole o alla luce artificiale, finché non si forma un'immagine marrone nelle zone illuminate.
Lavaggio:  dopo aver lavato il foglio in acqua fredda, la gelatina si gonfierà nelle parti non colpite dalla luce.
Disvelamento dell'immagine:  distribuire il pigmento resinoso sulla superficie della stampa, abbondantemente, aiutandolo ad aderire con un pennello molto morbido, quindi rimuoverne l'eccesso inclinando delicatamente la stampa.
Il pigmento viene trattenuto dalla gelatina solubile e molto meno dalla gelatina insolubile.
La polvere viene distesa con un pennello in modo da coprire l'immagine, schiarire le ombre e rinforzare i bianchi, fino ad ottenere l'immagine voluta.
Ogni fase della realizzazione è personalizzabile.